# Günter Knops
Günter Knops (* 15. Juli 1942; † 15. Juni 2011 in Alsdorf) war ein deutscher Fußballtorhüter.

## Karriere
Günter Knops hatte schon in der Jugend für die Alemannia Aachen gespielt und kam 1960 in deren Amateurkader. Temporär war er auch hinter Gerd Prokop Nummer 2 der ersten Mannschaft und kam 1962/63 zu 14 Oberligaeinsätzen und 1963/64 zu neun Regionalligaeinsätzen. Nach dem Bundesligaaufstieg Alemannias rückte er zurück ins dritte Glied. Doch auf Grund von Verletzungen der gesetzten Keeper Prokop und Heinz Schors kam Knops trotzdem am 28. Spieltag der Saison 1967/68 zu einem Bundesligaeinsatz. Das Spiel gegen den VfB Stuttgart ging zwar mit 1:4 verloren, dennoch soll Knops der beste Mann seine Mannschaft gewesen sein und eine höhere Niederlage verhindert haben. Dies Spiel blieb allerdings sein letztes im Profibereich. 1968 wechselte er zum SC Jülich, wo er bis 1971 spielte. Er war später noch für Borussia Brand und den Stolberger SV aktiv.

## Trivia
Knops war später geschäftsführender Gesellschafter einer Maschinenbaufirma. Er starb am 15. Juni 2011 in Alsdorf.

## Erfolge
- 1968: Aufstieg in die Bundesliga